# Humboldthöhe
Die Humboldthöhe ist einer der Trümmerberge, die nach dem Zweiten Weltkrieg in Berlin aus Kriegsschutt aufgeschüttet wurden. Er ist 84,5 m ü. NHN hoch, bewaldet und Teil des im Bezirk Mitte gelegenen Volksparks Humboldthain.

## Geographische Lage
Die Humboldthöhe liegt im Ortsteil Gesundbrunnen des Bezirks Mitte. Er erhebt sich im Norden des Volksparks Humboldthain – etwa 300 m südwestlich des Bahnhofs Berlin Gesundbrunnen. Im Volkspark liegen östlich der Erhebung der Rosengarten und südwestlich das Sommerbad Humboldthain.

## Geschichte
In den Jahren 1941 und 1942 wurden auf der Grundlage eines Wehrmachtsbeschlusses im Volkspark Humboldthain, den es bereits seit 1869 gibt, die beiden Flaktürme im Humboldthain errichtet, von denen der kleinere als Kommando- bzw. Leitturm und der größere zur Fliegerabwehr mit vier Flakgeschützen an den Ecken diente. Nach dem Ende des Zweiten Weltkriegs wurden die Bunker bis 1947 vielfältig genutzt unter anderem als Lagerräume, Labore, Nähstube etc. Danach waren sie – wie alle anderen Bunker in Berlin auch – in Umsetzung einer Vereinbarung der alliierten Siegermächte zu beseitigen.
Im Humboldthain erfolgten die Sprengungen durch französische Spezialisten. Der kleine Bunker stürzte am 14. Dezember 1947 ein und ergab durch Aufschüttung mit Trümmern abgetragener Häuserruinen und Erde den heutigen Rodelberg.
Der große Bunker wurde im März 1948 zweimal teilgesprengt, wodurch die zwei südlichen Flaktürme einstürzten. Die zwei nördlichen, dicht am Bahngelände stehenden Türme blieben aus Sicherheitsgründen stehen, um die Gleise der Berliner Ringbahn nicht zu beschädigen.

## Aufschüttung
Nach Planungen des Architekten Günter Rieck, der viele kleine Firmen und sogenannte Notstandsarbeiter einsetzen konnte, erfolgte nun die Umgestaltung des Bunkers mit seinem Umfeld. Pferdefuhrwerke, Lastautos und vor allem die Trümmerbahn brachten dann ebenfalls Trümmerschutt hierher, die Bunkerteile verschwanden größtenteils darunter. Die Nordtürme wurden verfüllt, ihre Außenwand blieb frei. Die Zulieferfahrten der Trümmer wurden 1951 eingestellt.
Für diese neue Erhebung wurde nun ein Name gesucht, ein öffentlicher Aufruf ergab 980 Vorschläge. Daraus wählten die Verantwortlichen im Bezirksamt Wedding den schlichten Namen Humboldthöhe. Nachdem noch weitere Teile des Parks mit einigen Ladungen Trümmer umgestaltet oder neu gebaut worden waren, wie ein Freibad, Buddelplätze und Liegewiesen, waren im gesamten Parkgelände insgesamt 1,6 Mio. m³ Trümmer- und Industrieschutt endgelagert.

## Fertigstellung und Nutzung
Nach der Beendigung der Ablagerungen wurde Muttererde aufgebracht und viele junge Bäume angepflanzt; die alten Baumbestände waren größtenteils von den notleidenden Berlinern abgeholzt worden. Am 13. September 1952 wurde die Anlage mit der neuen Erhebung der Öffentlichkeit als Naherholungseinrichtung übergeben. Später wurde auf einem Geschützturm eine Skulptur, das Mahnmal für die Einheit Deutschlands, aufgestellt und am sechsten Jahrestag des Mauerbaus eingeweiht.

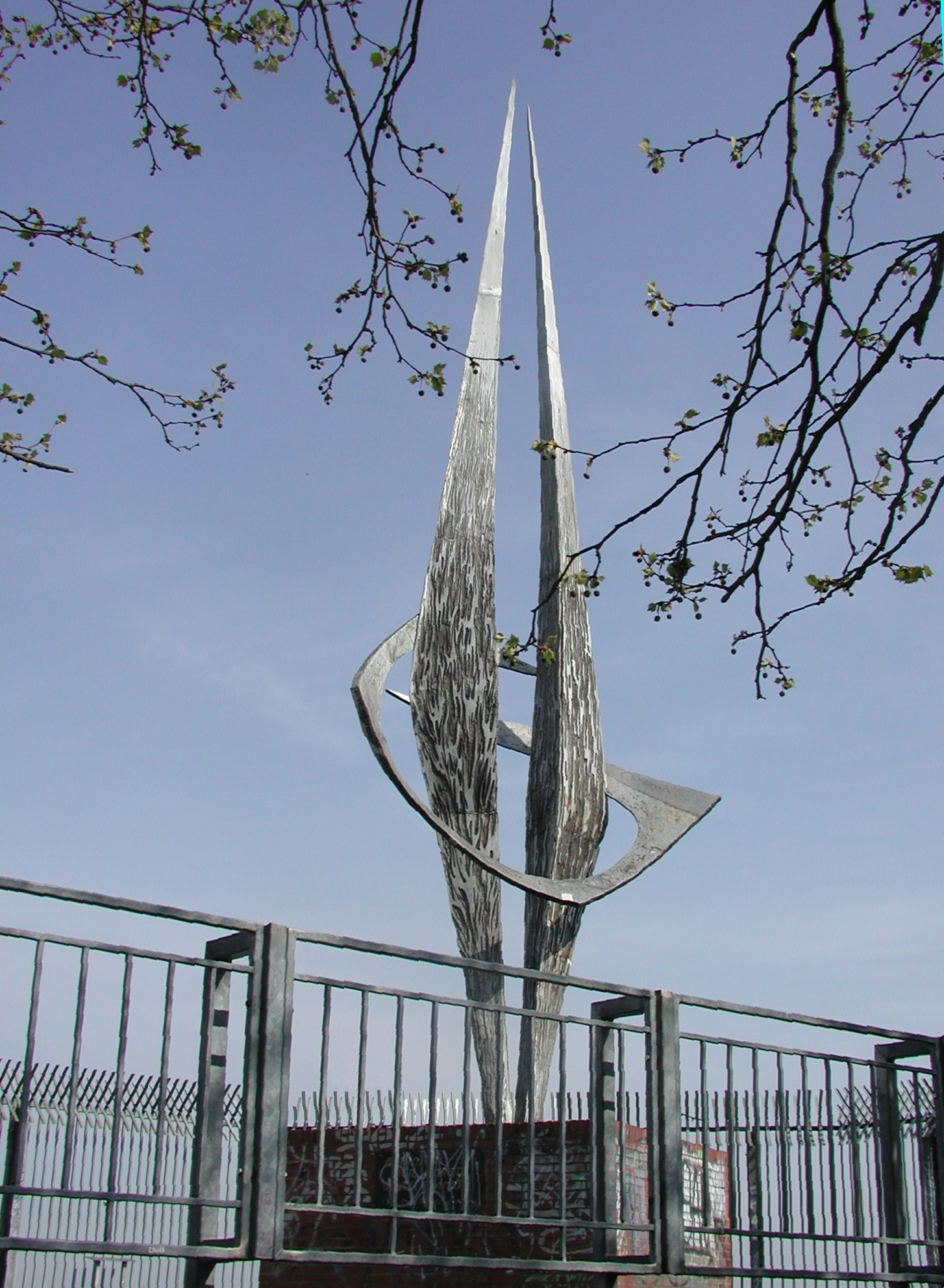
Mahnmal für die Einheit Deutschlands
auf der Humboldthöhe

Die erste und hauptsächliche Nutzung des ehemaligen Trümmerberges bestand in der Erholung. Auf die Höhe führen zwei Spazierwege hinauf, der eine ist recht steil und mit 163 Treppenstufen ausgestattet, der andere windet sich sanft ansteigend spiralförmig auf den Gipfel, er ist auf der damaligen Gleisführung der Trümmerbahn angelegt.
Nach umfangreichen Inspektions- und Sicherungsarbeiten (1954, 1982/1983, 1988–1990) dient die obere Deckplatte des Flakturms nun als offizieller Aussichtspunkt mit entsprechenden Erklärungstafeln. Die Außenwand der Nordtürme dient dem Deutschen Alpenverein als Kletterwand.
Der Verein Berliner Unterwelten bietet Interessierten Führungen in das Innere des Flakbunkers an, der von den Vereinsmitgliedern in freiwilliger Arbeit beräumt wurde.